# Sułkowice
Sułkowice è un comune urbano-rurale polacco del distretto di Myślenice, nel voivodato della Piccola Polonia.
Ricopre una superficie di 60,53 km² e nel 2004 contava 13 640 abitanti.